# Florent Sophius op ten Noort (1805-1862)
Florent Sophius op ten Noort (Zutphen, 21 juni 1805 – Arnhem, 22 juli 1862) was een Nederlandse jurist en politicus.

## Familie
Op ten Noort, lid van de familie Op ten Noort, was een zoon van mr. Willem Reinier op ten Noort (1771-1824), advocaat en politicus, en Maria Charlotta Philippina van Heeckeren tot de Wierse (1782-1811). Hij trouwde met Dina Adriana Nederburgh (1817-1892). Uit dit huwelijk werden tien kinderen geboren, waaronder Florent Sophius jr., burgemeester van Alblasserdam, Oud-Alblas en Ede.

## Loopbaan
Op ten Noort studeerde Romeins en hedendaags recht aan de Leidse Hogeschool en promoveerde in 1826 op zijn dissertatie De probatione per testes in causis civilibus. Hij was achtereenvolgens adjunct-commies Staatssecretarie (1826-1830), substituut-officier van justitie te Zutphen (1830-1838) en officier van justitie te Zutphen (1838-1855). Vanaf 1855 tot aan zijn overlijden was hij procureur-generaal bij het Provinciaal gerechtshof in Arnhem. Hij had diverse nevenfuncties en was commissaris van de spaarbank en kas tot het verlenen van voorschotten aan ambtenaren en gepensioneerden te Zutphen (vanaf 1837), houtvester van het tweede jachtdistrict van Gelderland (vanaf 1847) en voorzitter van het college van regenten van het Huis van Verzekering in Arnhem (1855-overlijden).
Op ten Noort was ook politiek actief, hij was lid van de Provinciale Staten van Gelderland (1841-1853). Vanaf 22 september 1848 tot 8 oktober 1848 was hij buitengewoon lid van de Tweede Kamer der Staten-Generaal en aansluitend nog enige maanden gewoon lid (tot 13 februari 1849). Als lid van de Dubbele Kamer voerde hij het woord bij de algemene beschouwingen over de Grondwetsherziening en bij de behandeling van hoofdstuk XII (additionele artikelen). Hij stemde vóór alle voorstellen tot Grondwetsherziening. In de zitting 1848 sprak hij eenmaal, over het wetsvoorstel tot heffing van provinciale belasting in Drenthe.
Op ten Noort werd in 1845 benoemd tot Ridder in de Orde van de Nederlandse Leeuw. Hij overleed in 1862 op 57-jarige leeftijd.
- Biografisch Portaal: 11561372
- International Standard Name Identifier: 0000 0003 9245 5389
- Nederlandse Thesaurus van Auteursnamen: 072743484
- Parlement.com: vg09llr9pxyu
- Virtual International Authority File: 286510197
- WorldCat: E39PBJmDfmh7HFJvqfPdGKhCQq